# 日蔭のふたり
『日蔭のふたり』（ひかげのふたり、Jude）は、1996年製作のイギリスの映画である。トーマス・ハーディの『日蔭者ジュード』が原作。マイケル・ウィンターボトムが監督した。

## ストーリー
ヴィクトリア朝時代のイギリス、真面目な石工のジュードは、大学進学を目指して働いていたが、アラベラという娘と恋に落ち、彼女が妊娠したために結婚する。しかし結婚後まもなく、アラベラはジュードから離れてオーストラリアに行ってしまう。大学のあるクライストミンスターに移ったジュードは働きながら勉強をはじめるが、ある日いとこのスーに再会し、知的な彼女に惹かれるようになる。

## キャスト
※括弧内は日本語吹替
- ジュード・フォーリー - クリストファー・エクルストン（田中正彦）
- スー・ブライドヘッド - ケイト・ウィンスレット（日野由利加）
- アラベラ・ダン - レイチェル・グリフィス（勝生真沙子）
- リチャード・フィロットソン - リアム・カニンガム（小山武宏）
- ドルシラ - ジューン・ウィットフィールド
- ジョー - ジェームズ・ネスビット（稲葉実）
- 酔っ払った大学院生 - デイヴィッド・テナント